# Fátima Hassouna
Fátima Hassouna (Gaza, 1999 - Gaza, 16 de abril de 2025) fue una fotoperiodista palestina cuyo trabajo documentó la vida civil durante la Guerra de Gaza.
Obtuvo un gran reconocimiento internacional por documentar desde el terreno el impacto de los bombardeos y la ocupación israelíes. Se convirtió en el tema del documental Put Your Soul on Your Hand and Walk, que fue proyectado en el Festival de Cine de Cannes de 2025.
Al día siguiente de que se anunciase la proyección de su documental, fue asesinada junto con diez miembros de su familia en un ataque aéreo israelí contra su casa en la ciudad de Gaza el 16 de abril de 2025.

## Carrera
Hassouna nació en la ciudad de Gaza y se graduó con un título en multimedia en la Facultad Universitaria de Ciencias Aplicadas de Gaza . Comenzó a documentar la vida en Gaza después de la escalada de hostilidades el 7 de octubre de 2023.
Se convirtió en una de las pocas periodistas locales capaces de documentar la guerra ya de que Israel prohibió la entrada de periodistas extranjeros a Gaza.  Hassouna narró las evacuaciones forzadas de civiles bajo las órdenes militares israelíes;  la destrucción de la infraestructura de Gaza por ataques aéreos, las bajas civiles y los rituales funerarios, así como momentos de resiliencia, incluidos niños jugando entre las ruinas.
En 2024 formó parte del equipo de producción del documental Israel and Gaza: Into the Abyss.
El 15 de abril de 2025 publicó su última historia de Instagram mostrando un atardecer en Gaza con el texto: «Es el primer atardecer en mucho tiempo». Tenía previsto casarse pocos días más tarde.

### Pon tu alma en tu mano y camina
El documental Pon tu alma en tu mano y camina (Put Your Soul on Your Hand and Walk, 2025), dirigido por Sepideh Farsi, fue seleccionada por la Association du cinéma indépendant pour sa diffusion (ACID) para la sección paralela de cine independiente que se muestra en Cannes durante el Festival de Cine de Cannes oficial. El documental presenta videoconferencias entre Hassouna y el director. En la última parte de la conversación, Hassouna le dice: «Iré a Cannes, pero tengo que regresar a Gaza. No quiero irme».

## Muerte
Hassouna y diez familiares (incluida su hermana embarazada) murieron el 16 de abril de 2025 cuando un misil israelí alcanzó la casa que la familia tenía en el barrio Al-Touffah de la ciudad de Gaza. El ataque ocurrió un día después de que se anunciara la selección de su documental para Cannes. Anteriormente había escrito en redes sociales: «Si muero, quiero una muerte ruidosa». 
Las Fuerzas de Defensa israelíes declararon que atacaron a «un miembro de Hamás involucrado en ataques contra soldados israelíes», alegando el uso de armas de precisión. La directora Sepideh Farsi rechazó esta justificación: «Conozco a toda la familia. Es una estupidez». La organización ACID expresó su horror ante el asesinato y describió a Hassouna como una persona con «una sonrisa tan mágica como su tenacidad». 
Hassouna fue una de los periodistas muertos a manos de Israel en Gaza hasta abril de 2025. La Federación Internacional de Periodistas registró 157 muertes de trabajadores de los medios de comunicación en la zona de conflicto desde octubre de 2023.  Según el recuento del Comité para la Protección de los Periodistas (CPJ), para el 24 de abril de 2025 al menos 176 periodistas y otros trabajadores de medios de comunicación habían muerto desde que comenzó la guerra, incluidos algunos casos en Cisjordania y Líbano, con otros 130 pendientes de confirmar. De estas muertes, al menos diecisiete son considerados asesinatos deliberados por el CPJ. Además, decenas de reporteros palestinos han sido heridos o detenidos por las tropas israelíes. Por otra parte, Israel ha intimidado y silenciado a periodistas mediante amenazas, agresiones, ciberataques, censura y asesinatos de familiares. Reporteros Sin Fronteras denunció lo que considera ataques deliberados del ejército israelí a periodistas palestinos y libaneses. 